# Pteragogus guttatus
Pteragogus guttatus es una especie de peces de la familia Labridae en el orden de los Perciformes.

## Morfología
Los machos pueden llegar alcanzar los 9 cm de longitud total.

## Distribución geográfica
Se encuentran en Indonesia, Filipinas, Islas Salomón, Nueva Guinea y República de Palau.